# Heliconius delila
Heliconius delila är en fjärilsart som beskrevs av Jacob Hübner 1806-1819. Heliconius delila ingår i släktet Heliconius och familjen praktfjärilar. Inga underarter finns listade i Catalogue of Life.